# John Lok
John Lok (v. 1533-v. 1615) est un marchand et navigateur, connu pour être le premier trafiquant d'esclaves anglais.

## Biographie
Fils de William Lok (en), arrière-arrière-grand-père du philosophe John Locke,  il est initié très jeune aux voyages et participe en 1554-1555 à une expédition de Martin Frobisher en Afrique. Il en ramène or, ivoire, poivre et... esclaves. Une grande partie des esclaves et de son équipage meurent durant ce voyage. 
Il devient ensuite administrateur de la Cathay Company et se ruine en finançant l'expédition arctique de Frobisher. 
Richard Eden publie en 1572 un compte-rendu de son voyage sur les côtes de Guinée. 